# Provinciale Statenverkiezingen

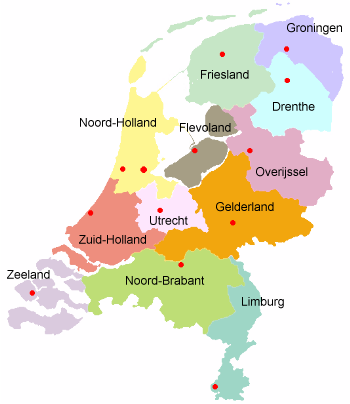
Provincies van Nederland

De Provinciale Statenverkiezing is de verkiezing van de leden van de Provinciale Staten in Nederland. Provinciale Statenverkiezingen worden een keer in de vier jaar gehouden waarbij leden rechtstreeks door de stemgerechtigde inwoners van de provincie worden gekozen.

## Werkwijze
Verkiesbaar zijn in principe alle inwoners van de provincie die passief kiesrecht hebben en die kandidaat gesteld zijn door een aan de verkiezingen deelnemende politieke partij. Op het stembiljet voor de Provinciale Statenverkiezingen staan de aanduidingen vermeld van de deelnemende partijen die ingeschreven staan in het register. 
Veel Nederlandse landelijke partijen hebben provinciale en regionale afdelingen die zich met de provinciale politiek bezighouden. Daarnaast zijn in een aantal provincies partijen vertegenwoordigd die zich voornamelijk op de politiek in de eigen provincie richten. 
Het aantal leden van Provinciale Staten hangt af van het aantal inwoners van de provincie. Zeeland als kleinste provincie heeft er sinds 2007 39, Zuid-Holland met ruim 3,3 miljoen inwoners vanaf dezelfde datum 55, het maximum.

## Eerste Kamer
De verkiezingen voor Provinciale Staten zijn van belang voor de samenstelling van de Eerste Kamer. De leden van Provinciale Staten en die van de kiescolleges voor de Eerste Kamer (voor o.a. inwoners van het Caribische openbare lichamen) brengen op de verkiezingsdag voor de Eerste Kamerverkiezingen hun stem uit op een van de kandidaten.

## Opkomst
Al jaren vertoonde de opkomst voor de Provinciale Statenverkiezingen na de afschaffing van de opkomstplicht na de verkiezingen van 1966 een dalend verloop. De animo om voor de provincies te stemmen was vanwege de betrekkelijke onbekendheid met het middenbestuur niet groot. In 2019 daarentegen, toen een goede prestatie bij deze verkiezingen belangrijk was voor het kabinet-Rutte III, was de opkomst hoger dan bij voorgaande verkiezingen. In 2023 was de opkomst weer iets hoger.
Vanwege een beveiligingsprobleem met de MediaWiki Graph-software is het momenteel niet mogelijk deze grafiek weer te geven. Zodra de software is bijgewerkt zal de grafiek vanzelf weer zichtbaar worden.

## Grootste partij per provincie door de jaren heen

1987
1991
1995
1999
2003
2007
2011
2015
2019
2023

## Artikelen over de verkiezingen sinds 1916
Hieronder links naar de artikelen over de provinciale staten verkiezingen sinds 1916. 

1910 · 
1913 · 
1916 · 
1919 · 
1923 · 
1927 · 
1931 · 
1935 · 
1939 · 
1946 · 
1950 · 
1954 · 
1958 · 
1962 · 
1966 · 
1970 · 
1974 · 
1978 · 
1982 · 
1985 · 
1987 · 
1991 · 
1995 · 
1999 · 
2003 · 
2007 · 
2011 · 
2015 · 
2019 · 
2023

## Aantal vrouwen
Het aantal vrouwen in de Provinciale Staten is lager dan het aantal mannen. De genderondergelijkheid neemt langzaam af. In 2019 was het aantal gekozen vrouwen 33,2 procent ten opzichte van de 31,5 procent in 2015. De groei van het aantal vrouwen werd vooral veroorzaakt door voorkeursstemmen op nét niet verkiesbare vrouwen.